# الرج
الرج یک روستا در ایران است که در دهستان پل دو آب واقع شده‌است. الرج ۵۷۰ نفر جمعیت دارد.
روستای الرج معروف به الرگ در جنوب غرب اراک و ۱۹ کیلومتری شازند و در شمال شهرستان شازند واقع شده و از توابع دهستان پل دوآب از بخش زالیان در همسایگی روستای اسکان شهرستان شازند می‌باشد.

## جمعیت
جمعیت این روستا در سرشماری سال ۱۳۹۵ حدود ۶۰۰ نفر بوده که ۲۵۰ نفر آن را مردان و ۳۵۰ نفر آن را زنان تشکیل می‌دادند. سابقهٔ این روستا به دوران زرتشتیان می‌رسد؛ و همچنین در کنار این روستا قلهٔ مرتفع لجور را شاهد هستیم؛ که دیوارهٔ آن حدود ۳۰۰ متر می‌باشد.
زبان مردمان این روستا فارسی بوده و دین آنان اسلام است و مذهب شیعی را اختیار کرده‌اند.

## آب و هوا
آب و هوای این روستا کوهستانی سردسیر است و زمستان‌های نسبتاً سردی دارد. اما از طبیعت بکر و زیبایی برخوردار است؛ و مردم آن به زراعت و گله‌داری اشتغال دارند.

## محصولات
محصولات زراعی آن عبارتند از: گندم، انگور